# Sante Ceccherini
Sante Ceccherini (n. 15 noiembrie 1863, Incisa in Val d'Arno, Toscana, Italia – d. 9 august 1932, Marina di Pisa, Pisa, Toscana, Italia) a fost un scrimer italian, medaliat olimpic. A participat la o ediție a Jocurilor Olimpice (1908) în care a câștigat o medalie de argint.

## Participări
Lista de mai jos prezintă principalele competiții la care a participat Sante Ceccherini de-a lungul carierei.
- fencing at the 1908 Summer Olympics – men's team sabre[*]